# 人間ごっこ
『人間ごっこ』（にんげんごっこ）は、2022年7月22日に発売された、日本のバンド・RADWIMPSの配信限定シングル。

## 概要
- TBS系 金曜ドラマ『石子と羽男-そんなコトで訴えます?-』の主題歌として書き下ろされた[注 1]。
- 本来は7月15日に配信開始予定だったが、安倍晋三元首相の報道により初回放送が1週ずれ込んだため、楽曲の配信開始も1週延期となった。
- 本シングルリリース時、ギターの桑原は活動休止中であったが、インスタグラムで本人より「こっそりギターを弾いている」ことが明かされている(その後10月に本格的活動再開)。
- 2022年11月28日放送の「CDTVライブ!ライブ!」でテレビ初披露された。
- リリース翌年である2023年のライブでは演奏されなかった。
- 2024年のワールドツアー“The way you yawn, and the outcry of Peace”の初日メキシコシティ公演で有観客ライブ初披露。その後、日本(東京2日間,横浜2日間,金沢)・中国(成都,広州)の計7公演でも演奏された。1曲目に演奏されたため、開演と同時に流れ出すオープニングSEは本曲に繋がる形になっていた。なお、他の公演の1曲目は「Lights go out」で、別のオープニングSEが使用された。

## 収録曲
| #  | タイトル       | 作詞・作曲 | 編曲     |  |
| -- | -------------- | ---------- | -------- |  |
| 1. | 「人間ごっこ」 | 野田洋次郎 | RADWIMPS |  |